# Ernst Elias Niebergall

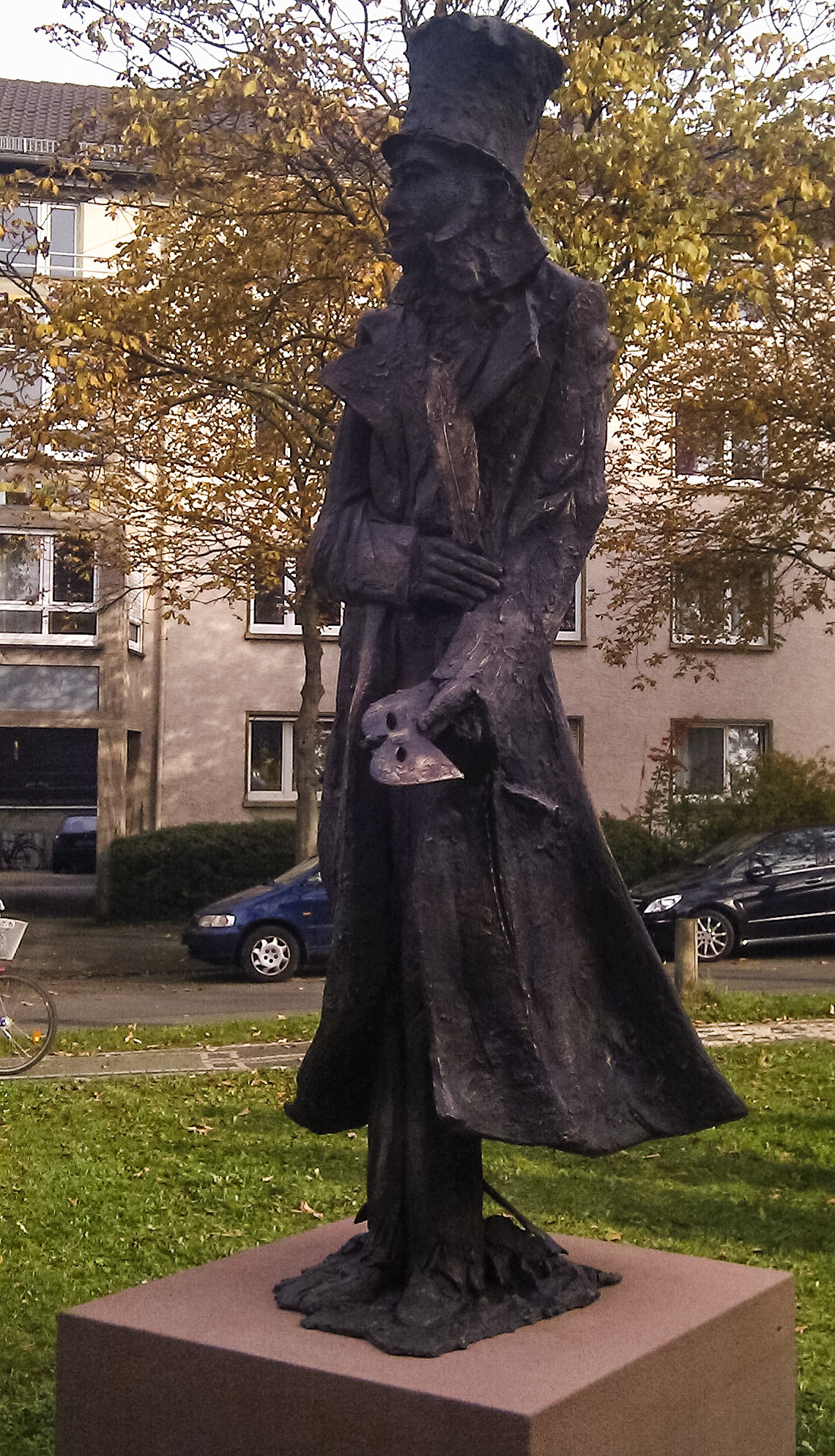
Niebergall-Denkmal auf dem Wilhelminenplatz in Darmstadt

Ernst Elias Niebergall (* 13. Januar 1815 in Darmstadt; † 19. April 1843 ebenda) war ein deutscher Schriftsteller.

## Leben
Ernst Elias Niebergall war das siebte Kind eines aus dem Thüringischen stammenden Musikers und dessen Darmstädter Ehefrau. Sein Vater arbeitete zunächst als festangestellter Oboist für das Militär, dann am Darmstädter Hof. Als Elfjähriger wurde Ernst Elias Vollwaise, aber nicht mittellos.
Er studierte 1832–1835 Theologie an der Universität Gießen, wo er 1832/33 Mitglied der Alten Gießener Burschenschaft Germania und 1833 des Corps Palatia war. Da jenes Corps damals „wegen verschwörerischer Umtriebe verboten“ und er in Untersuchungen verwickelt war, verzögerte sich sein Examen. Ohne Abschluss war er zunächst als Hauslehrer in Dieburg und später ab 1840 mit Examen in Darmstadt als Lehrer für Latein, Griechisch und Geschichte tätig.
Ob er den zur gleichen Zeit in der gleichen Region lebenden, ungleich berühmteren Georg Büchner gekannt hat, ist umstritten. Als Büchner vor der Obrigkeit nach Straßburg floh, zeichnete Niebergall einen Jakobiner auf einem Esel sitzend. Während der Reitende ein Papier mit der Marseillaise hochhält, pinkelt sein Reittier, eine deutliche Kommentierung des Zeichners.
In den Jahren 1837–1841 veröffentlichte Niebergall unter den Pseudonymen Ernst Streff, E. Streff oder E. St. vor allem in der Didaskalia, der Unterhaltungsbeilage des Frankfurter Journals, kleine Erzählungen.
Sein in südhessischem Dialekt geschriebenes Schauspiel Datterich (1841) wird als Darmstädter Posse noch heute aufgeführt. Am bekanntesten ist eine Fernsehfassung mit Joseph Offenbach in der Hauptrolle. Niebergall erlebte die Uraufführung seines Stückes nicht mehr; sie fand erst 1862 in Bessungen statt.

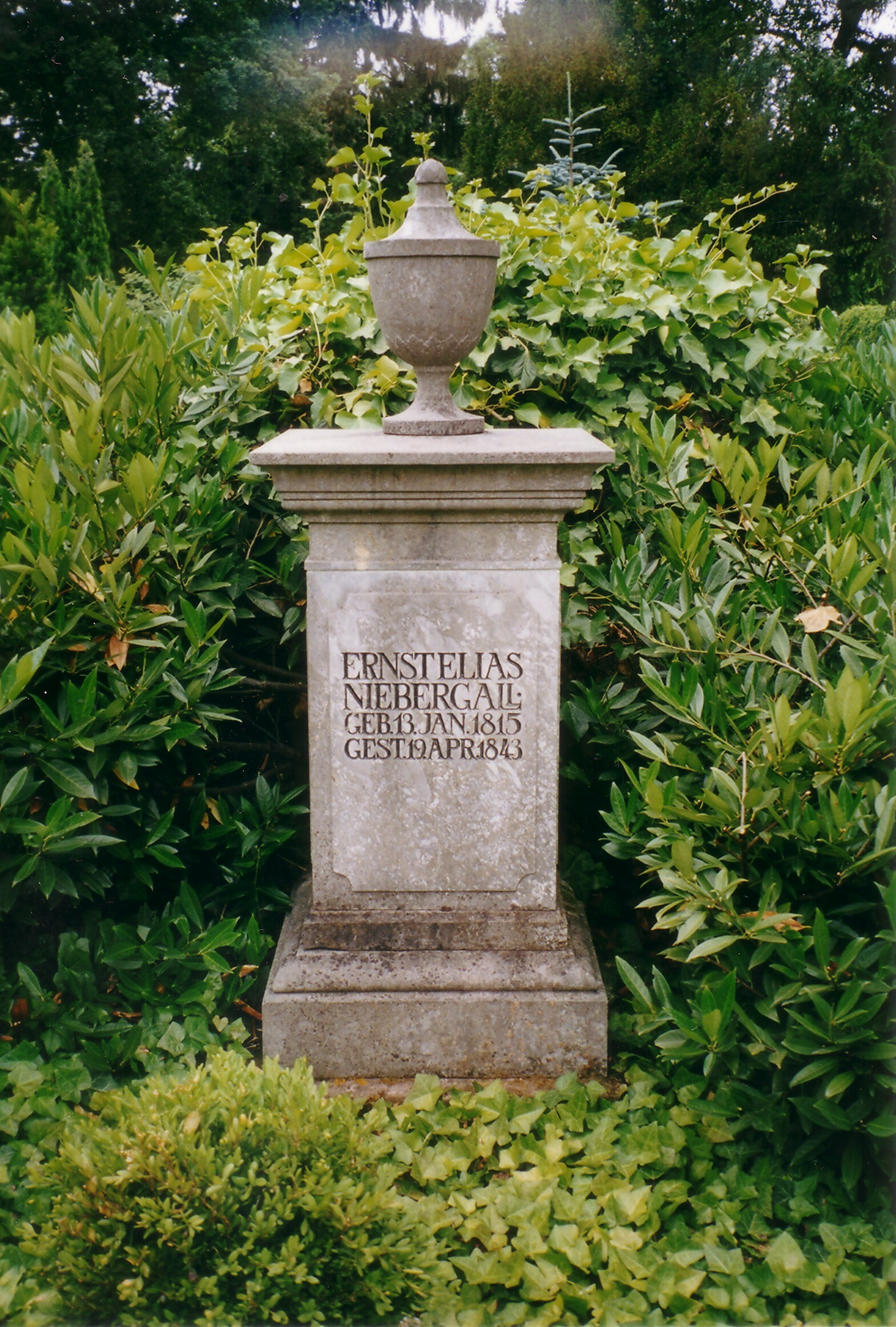
Grabmal Niebergalls auf dem Alten Friedhof in Darmstadt

Mit 28 Jahren an einer Lungenentzündung gestorben, wurde Niebergall auf dem Alten Friedhof Darmstadt bestattet (Grabstelle: I H 58).

## Ehrungen
- Die Stadt Darmstadt hat eine kleine Straße im Paulusviertel nach ihm benannt, den Niebergallweg.
- Vor der Stadtbibliothek steht heute ein Datterich-Brunnen mit beweglichen Figuren der Hauptcharaktere des Stückes, er wurde 1982 errichtet.
- Zum 150. Todestag des berühmten Sohnes gab die Stadt 1993 eine goldene Gedenkmünze heraus.
  - Es existiert ebenso eine Gedenkmedaille aus 986er Dukatengold, die in erster Auflage als Fehlprägung durch die Stadtsparkasse Darmstadt herausgegeben wurde. Der Fehler hatte sich im Text auf der Medaillen-Rückseite eingeschlichen und lautete: DER DICHTER DER GENIALEN MUNDART KOMMÖDIE – DATTERICH. Von dieser Fehlprägung wurden lediglich 20 Exemplare angeboten, die sehr schnell ihren Weg in privaten Besitz fanden. Es wurde damals schon davon ausgegangen, dass diese Fehlprägung eine weitaus höhere Wertsteigerung erfahren würde als jene Medaille ohne Fehler.
  - Gleichzeitig wurde auch eine 18 Gramm schwere Medaille aus 925er Sterlingsilber herausgebracht, die ebenfalls den Rechtschreibfehler KOMMÖDIE hatte. Von der silbernen Fehlprägung existieren maximal 300 Stück, die sich auch in Privatbesitz befinden. Auch diese dürften in ihrer Wertsteigerung weitaus höher liegen als „die Normalen“.
- Der Museumszug der Straßenbahn Darmstadt wurde „Datterich-Express“ benannt.
- Seit 2006 wird der Journalistenpreis „Der Niebergall“ alle zwei Jahre vom Presseclub Darmstadt vergeben.[3]
- Es gibt eine Ganztagsschule namens „Ernst-Elias-Niebergall-Schule“ in Darmstadt.[4]
- Zum 200. Geburtstag Niebergalls stiftete der Heimatverein Dieburg eine Gedenktafel am ehemaligen Gasthaus „Zum Goldenen Engel“, Zuckerstraße 6 (heutiges Reformhaus).[5]
- In der FoyerGalerie im Stadthaus III eröffnete der Oberbürgermeister eine Ausstellung zu Niebergall als „Der Datterich“, die vom 13. Januar bis 6. Februar 2015 lief.[6]
- Die „Datterologische Gesellschaft“ organisierte in Kooperation mit dem Staatstheater Darmstadt vom 4. bis 14. Juni 2015 ein „Datterich“-Festival.[7] Die Kosten von rund 300.000 Euro wurden durch öffentliche Fördergelder, Sponsoren und Spenden gedeckt. Höhepunkt war eine Lange Nacht des Datterich, wo freie Theatergruppen, Vereine und Darmstädter Bürger einzelne Episoden des Dramas spielten. Mit dem Fahrrad, zu Fuß und mit dem Shuttle-Bus ging es von Szene zu Szene an über 50 verschiedenen Orten in Darmstadt und Umgebung.[8]
- Seit dem 24. Oktober 2015 steht eine Bronzeskulptur, die von Thomas Duttenhoefer geschaffen wurde, auf dem Darmstädter Wilhelminenplatz.[9] Die Initiative ging von der „Datterologischen Gesellschaft“ aus. Finanziert wurde das Werk von der „Kurt und Lilo Werner RC Darmstadt Stiftung“ und der Stadt Darmstadt im Rahmen eines Festakts übergeben.[10]
- Seit dem 24. November 2015 erinnert ein von der Künstlerin Bärbel Dieckmann geschaffenes Bronzerelief am Alten Pädagog an Niebergall. Dieckmann entwarf das Relief nach einem Porträt des Malers Adolf Beyer, der es wiederum nach der Totenmaske gezeichnet hatte.[11]

## Werke
- 1837: Des Burschen Heimkehr oder: Der tolle Hund. (Volltext im Projekt Gutenberg-DE; Scan – Internet Archive).
- 1841: Datterich.
- 1894: Dramatische Werke. Georg Fuchs (Hrsg.) Darmstadt 1894, urn:nbn:de:tuda-tudigit-55008.